# Beauzac
Beauzac är en kommun i departementet Haute-Loire i regionen Auvergne-Rhône-Alpes i centrala Frankrike. Kommunen ligger i kantonen Monistrol-sur-Loire som tillhör arrondissementet Yssingeaux. År 2022 hade Beauzac 2 964 invånare.

## Befolkningsutveckling
Antalet invånare i kommunen Beauzac
| Referens: INSEE |